# إدوار إلياس إلياس
إدوار إلياس إلياس هو مؤلفٌ مصري من أصل لبناني. والده هو المُعجمي إلياس أنطون إلياس (1877 في دمنهور - 7 أبريل 1952 في القاهرة).
أصدر إدوار عددًا من الكتاب والمؤلفات، ومنها أن أصدر نسخةً جديدةً من القاموس العصري عام 1979.

## قاموس إلياس العصري
جاء في مُقدمة الطبعة الجديدة لقاموس إلياس العصري «كلمة وذكرى»:
وقد عدنا إلى هذه الجذاذات فوجدنا فيها كنزاً من هذه الكلمات التي قبسنا الكثير منها وأضفنا إليها ما يقتضيه المقام كما يرى القارئ ذلك في مواضعه من هذه الطبعة.
ولم يكن لأبي ولا لنا من بعده هم أو اهتمام أكبر قيمة، واشغل للوقت والجهد، من تقصي الكلمة والمعنى في العربية والإنجليزية.
وقد وقف جل حياته، منذ شرع يقرأ الإنجليزية وهو في مستهل نشأته، لتأليف الكتب التي تيسر لأبنا العرب تعلم اللغة الإنجليزية كما تيسر للمتكلمين بالإنجليزية تعلم اللغة العربية. ولم يكن مكتبه، ولم تكن حجرة نومه، ولم تكن جيوبه، سوى مخازن لهذه الجذاذات التي يجمع فيها ما يجدُّ له من كلمات ومعان. وكان يقضي أحيانًا، في تقصي المعاني لكلمة واحدة، نهاراً كاملاً يبحث فيه عن أصلح الكلمات لأداء معناها في اللغة العربية، أو العكس. بل كان يسهر الليالي في قراءة هذه الجذاذات وتنقيحها كأنما يطلع قصة شائقة يسرّي بها عن نفسه ويدفع الأرق. وطالما راسل اللغويين من أبناء الغرب، والمستشرقين من الأوروبيين، لاستجلاء معنى غامض لإحدى الكلمات. ولم نر في تخليد ذكراه أكرم من أن نترسم خُطاه.
وقد راجعنا ما أضفناه في هذه الطبعة الجديدة بمنتهى العناية والدقة اللتين تعلمناهما من الوالد طيب الله ثراه.

## الوفاة
توفي (قبل 1420 هـ)، الموافق (قبل 2000 م).

## وصلات خارجية
- دار إلياس للنشر